# Uccle
Uccle (francès) o Ukkel (neerlandès) és una de les 19 comunes de la Regió de Brussel·les-Capital. És a la zona sud de Brussel·les, té fama com a zona residencial pels seus espais verds i l'alt nivell de vida. Té 74 976 habitants l'u de gener de 2005 segons l'INS en una superfície de 22,9 km². Limita amb els municipis de Brussel·les, Vorst, Elsene, Watermaal-Bosvoorde, Linkebeek, Sint-Genesius-Rode i Drogenbos.

## Personalitats cèlebres
- Jean Bricmont, científic
- Delphine Boël, escultora
- Grégoire Polet, escriptor
- Philippe Moureaux, ministre d'estat
- Olivier Paques, compositor
- Olivier Strebelle, escultor
- Toots Thielemans, jazzman (harmònica)
- Vincent Kompany, futbolista
- Roger De Coster, pilot de motocròs